# Sloanea venezuelana
Sloanea venezuelana är en tvåhjärtbladig växtart som beskrevs av Julian Alfred Steyermark. Sloanea venezuelana ingår i släktet Sloanea och familjen Elaeocarpaceae. Inga underarter finns listade i Catalogue of Life.